# Liste der Lesegesellschaften in Baden
Die Liste der Lesegesellschaften in Baden stellt alle bisher bekannten Lesegesellschaften in Baden zusammen, um vergleichen zu können wann und wo diese Lesegesellschaften entstanden sind, die im deutschsprachigen Kulturraum Träger der bürgerlichen Emanzipation waren und zur Vorgeschichte der Herausbildung politischer Parteien des 19. Jahrhunderts gehören.
Es wird die in einem Ort zuerst gegründete Lesegesellschaft aufgeführt und wo kein Jahr genannt wird, ist das Gründungsjahr nicht bekannt.
- Baden-Baden:
- Brombach: 1845
- Bruchsal: 1804
- Donaueschingen: 1818
- Emmendingen:
- Eppingen: 1831
- Ettenheim: 1848
- Ettlingen: 1837
- Freiburg: 1807
- Furtwangen:
- Gernsbach: 1847
- Haslach: 1836
- Heidelberg: 1785
- Hüfingen: 1848
- Karlsruhe: 1784
- Konstanz:
- Kuppenheim: 1848
- Meersburg: 1848
- Mannheim: 1803
- Müllheim: 1848
- Oberkirch: 1842
- Offenburg:
- Pforzheim: 1785
- Philippsburg: 1848
- Rappenau (heute Bad Rappenau): 1849
- Rastatt: 1844
- Schopfheim: 1818
- Sinsheim: 1848
- Staufen: 1848
- Stühlingen: 1848
- Villingen:
- Waldkirch: 1849
- Weinheim: 1812